# Que d'os !
Que d’os ! est un roman noir de Jean-Patrick Manchette paru en 1976 dans la collection Super noire des éditions Gallimard.

## Résumé
Il s’agit de la seconde enquête du détective privé Eugène Tarpon après  Morgue pleine.

## Éditions
- Éditions Gallimard, coll. « Super noire » no 51, 1976
- Éditions Gallimard, coll. « Carré noir », no 487, 1983
- Folio no 1992, 1988
- Folio policier, no 121, 2000
- Romans noirs, coll. « Quarto », éditions Gallimard, 2005

## Adaptation au cinéma
Il a été adapté au cinéma sous le titre Pour la peau d'un flic par Alain Delon en 1981 avec Alain Delon  dans le rôle d'Eugène Tarpon.